# Kamionka (gemeente)
De gemeente Kamionka is een landgemeente in het Poolse woiwodschap powiat Lubartowski.
De gemeente zetel is in Kamionka

## Administratieve plaatsen (sołectwo)
Amelin, Biadaczka, Bratnik, Ciemno, Dąbrówka, Kamionka (sołectwa: Kamionka I, Kamionka II en Kamionka III), Kozłówka, Kierzkówka, Kierzkówka-Kolonia, Samoklęski, Samoklęski-Kolonia, Siedliska, Rudka Gołębska, Starościn, Stanisławów Duży, Syry, Wólka Krasienińska, Zofian.

## Aangrenzende gemeenten
gminą Firlej, gminą Lubartów, Niemce en Garbów, Abramów en Michów.